# Герберт Річардсон (веслувальник)
Герберт Річардсон (англ. Herbert Richardson, 25 листопада 1903 — 17 січня 1982) — канадський академічний веслувальник.
Бронзовий призер Олімпійських Ігор 1928 року в складі вісімки.